# I giorni dell'apocalisse
I giorni dell'apocalisse è un film del 2013 diretto da John Huddles.

## Trama
Venti studenti di filosofia della scuola internazionale di Giacarta stanno per laurearsi quando il loro insegnante Mr. Zimit li invita a un esperimento di pensiero finale: un'esplosione nucleare fa scattare l'Apocalisse. L'unica possibilità di sopravvivenza è un bunker capace di offrire protezione per un anno, ma solo per dieci persone. Zimit fornisce agli studenti il compito di decidere chi è ammesso nel bunker.